# Atopodes singularis
Atopodes singularis là một loài bướm đêm trong họ Geometridae.